# Nevasca do Dia do Armistício de 1940 nos Estados Unidos
A Nevasca do Dia do Armistício (ou Tempestade do Dia do Armistício) ocorreu na região centro-oeste dos Estados Unidos em 11 de novembro (dia do armistício) e 12 de novembro de 1940. A intensa tempestade de inverno, ocorrida logo no início da temporada, foi causada por uma configuração atmosférica chamada pelos norte-americanos de "panhandle hook " e atingiu uma faixa de 1000 milhas (1600 km) do centro do país, de Kansas até Michigan.

## Sinopse meteorológica
Em 7 de novembro de 1940, um sistema de baixa pressão, que mais tarde se transformaria na tempestade, estava afetando o noroeste Pacífico e foi o responsável por produzir os ventos de 40 milhas por hora (64 km/h) causadores do colapso da ponte Tacoma Narrows. Em 10 de novembro, a veloz tempestade atravessou as Montanhas Rochosas em apenas seis horas a caminho do Centro-Oeste.
A manhã de 11 de novembro de 1940 trouxe altas temperaturas fora de época no alto centro-oeste do país. No início da tarde, as temperaturas se aproximavam de 65 °F (18 °C) na maior parte da região afetada. No entanto, com o passar do dia, as condições deterioraram-se rapidamente. Tempo severo foi relatado em grande parte do centro-oeste, com fortes chuvas e neve, um tornado e ventos fortes. As temperaturas caíram acentuadamente, os ventos aumentaram e a chuva, seguida pelo granizo e depois pela neve, começou a cair. Um intenso sistema de baixa pressão seguia das planícies do centro-sul na direção nordeste, chegando ao oeste de Wisconsin, e puxando ao mesmo tempo a umidade do Golfo do México ao sul e uma massa de ar frio do Ártico ao norte.
O resultado foi uma furiosa nevasca que duraria até o dia seguinte. Quedas de neve de até 27 polegadas (69 cm), ventos de 50 a 80 milhas por hora (80 a 130 km/h), 20 pés (6,1 m) de acumulados de neve devido ao vento e quedas de 50 ºF (28 ºC) nas temperatura foram comuns em partes dos estados de Nebraska, Dakota do Sul, Iowa, Minnesota, Wisconsin e Michigan. Em Minnesota, caiu 27 in (69 cm)  de neve em Collegeville, e as Cidades Gêmeas registraram 16 in (41 cm). Baixas pressões recordes foram registradas em La Crosse, Wisconsin e Duluth, Minnesota. O transporte e as comunicações foram prejudicados, dificultando a localização dos mortos e feridos. A Nevasca do Dia do Armistício ocupa a segunda posição na lista dos cinco principais eventos climáticos de Minnesota no século XX.
Os sobreviventes descreveram o frio como tão severo que era difícil respirar, o ar estava tão carregado de umidade e espesso como uma calda e o frio queimava os pulmões das pessoas como uma lâmina em brasa. Muitas pessoas afirmaram ter visto os animais saírem rapidamente da área - pareciam estar cientes da proximidade de uma mudança brusca do tempo. Caçadores ficaram surpresos com a quantidade de patos presentes na área e em movimento pelos céus, um sobrevivente contou milhares deles.

## Vítimas
Um total de 145 mortes foram atribuídas à tempestade, com os seguintes casos dignos de nota:
- Ao longo do rio Mississippi, várias centenas de caçadores de patos tiraram folga do trabalho e da escola para aproveitar as condições ideais de caça. Os meteorologistas não previram a gravidade da tempestade que se aproximava e, como resultado, muitos dos caçadores não estavam vestidos adequadamente para o frio. Quando a tempestade começou, muitos caçadores se abrigaram em pequenas ilhas no rio Mississippi, e os ventos de 50 mph (80 km/h) e ondas de 5 pés (1,5 m) superaram seus acampamentos. Alguns ficaram presos nas ilhas e congelaram até morrer nas temperaturas de um dígito (°F) que sobrevieram à noite. Outros tentaram chegar à praia e se afogaram. Os caçadores de patos constituíram cerca de metade das 49 mortes em Minnesota. Aqueles que sobreviveram contaram como os patos vieram aos milhares para o sul com a tempestade, e todos poderiam ter atingido seu limite diário de caça se não estivessem focados na sobrevivência.
- As baixas foram reduzidas pelos esforços de Max Conrad, um piloto pioneiro de aviões leves e proprietário de uma escola de voo e John R. "Bob" Bean (um dos instrutores da escola de voo), ambos baseados em Winona, Minnesota, a 40 quilômetros de La Crosse. Eles voaram ao longo do rio, na trilha da tempestade, localizando sobreviventes e deixando suprimentos para eles. Ambos foram nomeados para a medalha Carnegie por seu heroísmo.[8]
- Gerald Tarras sobreviveu à tempestade em Minneapolis devido a dois cães Labradores da família que ficaram juntos dele e forneceram calor corporal para protegê-lo.[7]
- Em Watkins, Minnesota, duas pessoas morreram quando um trem de passageiros e um trem de carga colidiram na neve ofuscante. Os residentes da cidade formaram uma corrente humana para levar os passageiros sobreviventes à segurança.[10][11]
- No lago Michigan, 66 marinheiros morreram no naufrágio de três cargueiros, o SS Anna C. Minch, o SS Novadoc e o SS William B. Davock, além de dois barcos menores.[12]
- 13 pessoas morreram em Illinois, 13 em Wisconsin e 4 em Michigan.[13]

Além disso, 1,5 milhão de perus destinados ao jantar de Ação de Graças em Minnesota pereceram devido à exposição ao frio.

## Consequências
Antes deste evento, todas as previsões meteorológicas da região eram originárias de Chicago. Após a falha em fornecer uma previsão precisa para esta nevasca, as responsabilidades de previsão foram expandidas para incluir uma cobertura de 24 horas e mais escritórios de previsão foram criados, produzindo prognósticos locais mais precisos.
O Departamento de Meteorologia dos EUA foi criticado por não conseguir prever a enorme nevasca, e as autoridades divulgaram uma declaração afirmando estarem cientes da chegada da tempestade, mas não calcularam corretamente a sua força e abrangência. O escritório de meteorologia das Cidades Gêmeas (Minneapolis / St. Paul) foi atualizado para emitir previsões e não depender da agência de Chicago.